# دمالقيات
دُمالقيات (الاسم العلمي: Lyophyllaceae)، فصيلة فطريات من الغاريقونيات. أشار تقدير عام 2008 إلى ثمانية أجناس و 157 نوعًا؛ اعتبارًا من نوفمبر 2014، صنف دليل الحياة 13 جنسًا في الفصيلة. قُيدت الفصيلة من قبل عالم الفطريات والتر جولش في عام 1981.

## روابط خارجية
- "Lyophyllaceae Jülich, 1982". Atlas of Living Australia. مؤرشف من الأصل في 2018-03-12. اطلع عليه بتاريخ 2018-03-12.